# Енкелад

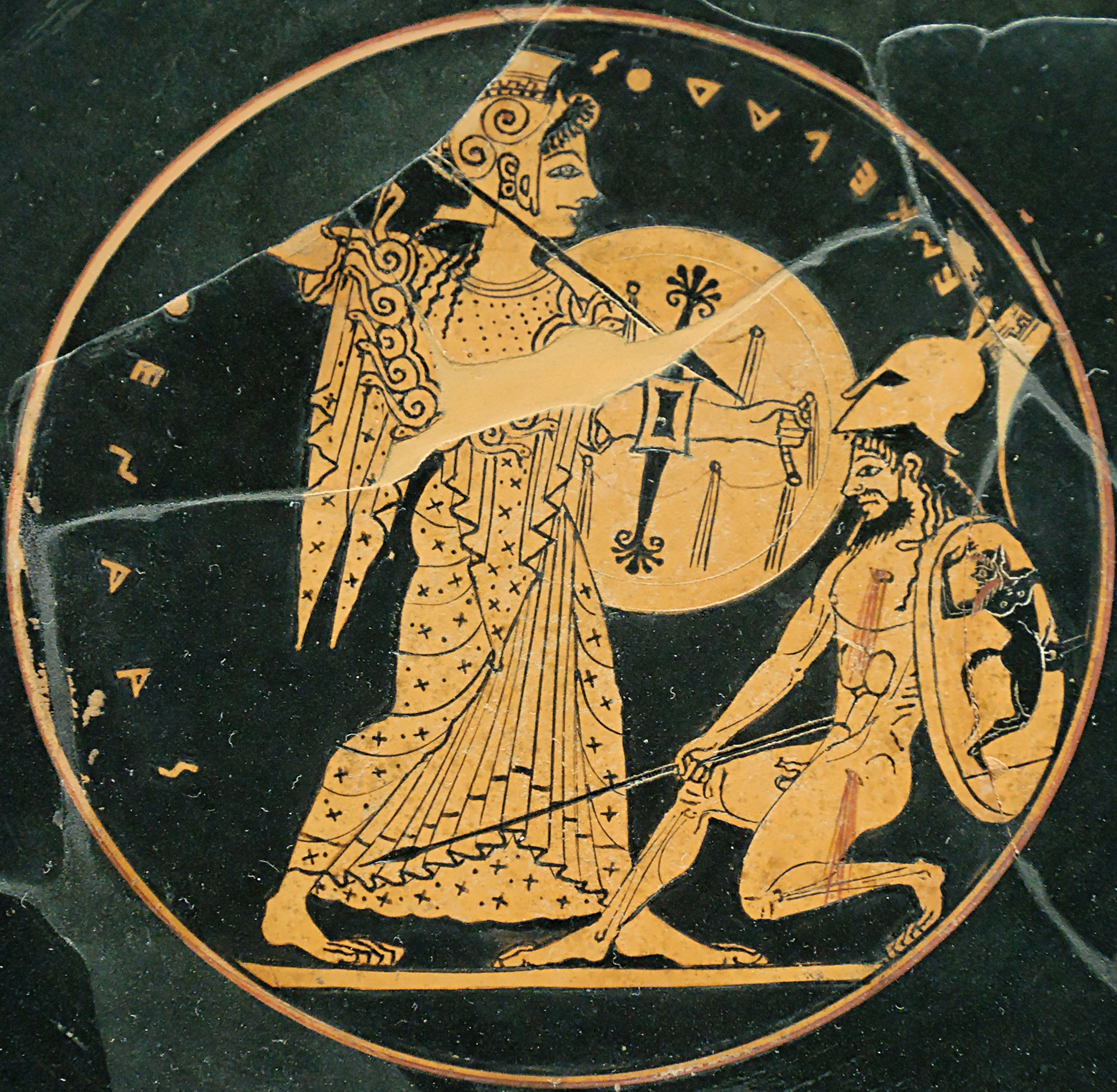
Битва Афіни (зліва) з Енкеладом, (давній розпис) на Аттичній тарелі, яка виконана за технологією червонофігурного вазопису, 550–500 ст. до н.е. (Лувр CA3662).

Енкелад, також Енцелад (грец. Ἐγκέλαδος) — в давньогрецькій міфології один із гігантів, син Урана і Геї.
Після перемоги богів-олімпійців над гігантами, наприкінці битви Енкелад кинувся тікати. Афіна переслідувала його на колісниці. За однією із версій, його було вбито каменем , який пожбурила у гіганта богиня. Цей камінь став островом Сицилією. За іншою версією, Афіна вбила Енкелада списом, після чого гіганта поховали на острові Сицилія під горою Етна.
Вважалось, що вулканічний вогонь Етни - це дихання Енкелада (схожі міфи існують про Тіфона і Гефеста). В Греції землетруси і досі називають "тремтінням Енкелада"[джерело?].
В евріпідівській сатиричній драмі "Циклоп" силен претендує на те, що саме йому належить слава перемоги над Енкеладом. Але швидше за все автор мав на увазі те, що слова силена  — всього лиш п'яне вихваляння.